# ژوستین برساز
ژوستین برساز (فرانسوی: Justine Braisaz‎؛ زادهٔ ۴ ژوئیهٔ ۱۹۹۶) ورزشکار دوگانه اهل فرانسه است.